# Volker Neumann (Politiker)
Volker Neumann (* 10. September 1942 in Forst in der Lausitz) ist ein deutscher Politiker (SPD). Er war vom 20. Juni 1978 bis 1983, vom 11. November 1983 bis 1987 (über die Landesliste Niedersachsen) und von 1990 bis 2005 Mitglied des Deutschen Bundestages.
Neumann besuchte ein Gymnasium in Osnabrück, wo er 1962 das Abitur bestand. Anschließend studierte er Rechts- und Staatswissenschaften sowie Volkswirtschaft an Universitäten in Bonn und Münster. Er wurde 1967 Mitglied der SPD, war Unterbezirk-Vorsitzender von Osnabrück-Land und wurde 1968 Ratsherr. Von 1972 bis 1978 und von 1980 bis 1983 war SPD-Fraktionsvorsitzender im Kreistag Osnabrück. Seine Fachgebiete im Parlament waren die Menschenrechts- und die Außenpolitik. Von 1995 bis 1998 leitete er den Untersuchungsausschuss zum DDR-Vermögen und von 1999 bis 2002 den Untersuchungsausschuss zur CDU-Spendenaffäre. Von 2002 bis 2005 war er Vorsitzender des Parlamentarischen Kontrollgremiums und in der 16. und 17. Wahlperiode des Deutschen Bundestags (2005–2013) stellvertretendes Mitglied der G 10-Kommission.
Neumann ist seit 1970 Rechtsanwalt und seit 1974 Notar in Bramsche. Er hat ein Kind.